# Rhapsody of Fire
Rhapsody of Fire (dawniej Thundercross, później Rhapsody) – włoski zespół muzyczny grający symfoniczny power metal i epic metal. Teksty ich utworów to historia fikcyjnego świata Algalord, wymyślona przez byłego gitarzystę Luca Turilliego, ułożona na podobieństwo sagi fantasy o walce dobra ze złem. W nagrywaniu albumów z lat 2004–2011 wziął udział słynny brytyjski aktor Christopher Lee, co zapewniło zespołowi duży rozgłos. Brał on również udział w nagrywaniu singla The Magic of the Wizard’s Dream, oraz wystąpił na koncercie w Kanadzie, uwiecznionym na koncertowej płycie pod tytułem Live In Canada – The Dark Secret.
14 lipca 2006 roku zespół zmienił swoją nazwę na Rhapsody of Fire, co było spowodowane naruszaniem praw autorskich marki Rhapsody. 6 października 2008 roku zespół zawiesił swoją działalność. 18 listopada 2009 roku zespół zapowiedział wydanie nowego albumu zatytułowanego The Frozen Tears of Angels. Premiera wydawnictwa początkowo anonsowana na marzec 2010 roku została zmieniona na 30 kwietnia. 15 października tego samego roku wydano kolejny minialbum, The Cold Embrace of Fear, w którym została ukazana najbardziej symfoniczna strona zespołu. Oba materiały były zarejestrowane jeszcze w 2009 roku.
21 lutego 2011 roku zespół po raz pierwszy wystąpił w Polsce, w Mega Clubie w Katowicach. 17 czerwca 2011 roku wydano ostatnią płytą kontynuującą opowieść rozpoczętą czternaście lat wcześniej, From Chaos to Eternity. 15 kwietnia 2011 roku zespół ogłosił przyjęcie nowego gitarzysty, Toma Hessa, w miejsce Dominique’a Leurquina. Latem tego samego roku skład opuścił współzałożyciel zespołu Luca Turilli oraz basista Patrice Guers, a Alex Staropoli został liderem. 1 września grupa poinformowała o nowym basiście – został nim Oliver Holzwarth (brat perkusisty), znany ze współpracy m.in. z Blind Guardian.

## Muzycy

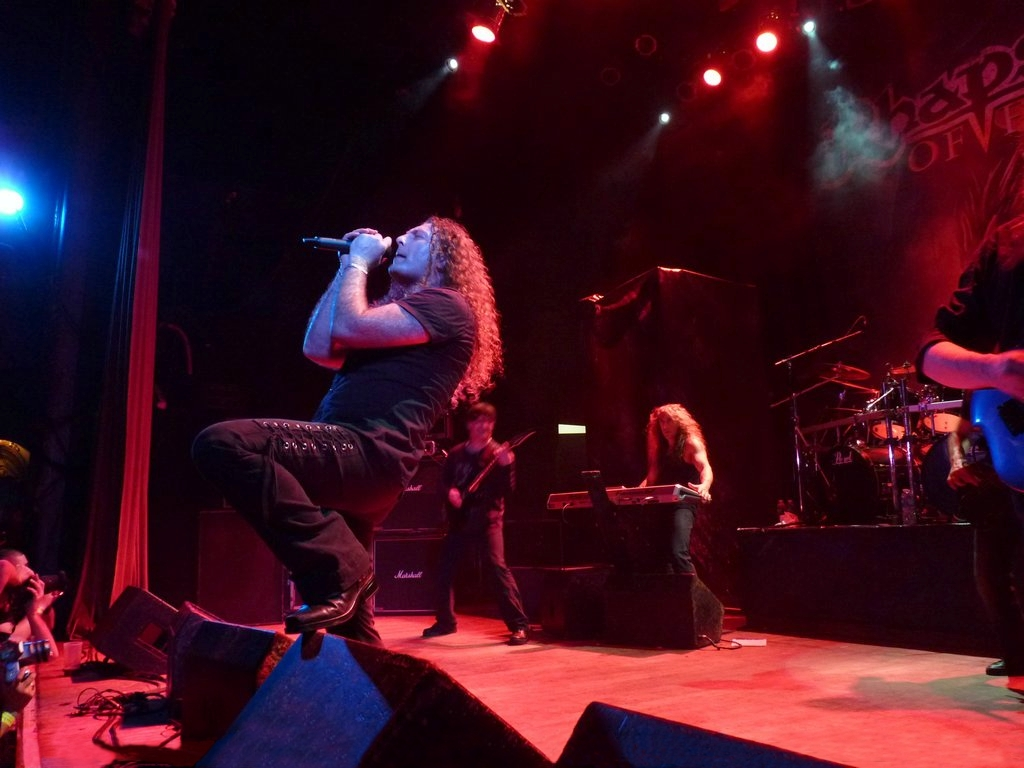
Zespół w czasie koncertu w Buenos Aires w 2010 roku

| Obecny skład zespołu - Alex Staropoli – instrumenty klawiszowe (od 1993) - Roberto de Micheli – gitara elektryczna (od 2011) - Alessandro Sala – gitara basowa (od 2015) - Giacomo Voli – wokal (od 2016) - Manu Lotter – perkusja (od 2016) Muzycy koncertowi - Dominique Leurquin – gitara elektryczna (2000–2010) |  | Byli członkowie zespołu - Luca Turilli – gitara elektryczna (1993–2011) - Danielle Carbonea – perkusja (1993–1999) - Andrea Furlan – gitara basowa (1993–1997) - Christiano Adacher – wokal (1994–1995) - Alessandro Lotta – gitara basowa (1997–2001) - Fabio Lione – wokal (1997–2016) - Patrice Guers – gitara basowa (2002–2011) - Tom Hess – gitara elektryczna (2011–2013) - Oliver Holzwarth – gitara basowa (2011–2014) - Alex Holzwarth – perkusja (2000–2016) |

## Dyskografia

### Albumy studyjne
| Rok                            | Tytuł                                                                                                  | Pozycja na liście | Pozycja na liście | Pozycja na liście | Pozycja na liście | Pozycja na liście | Pozycja na liście | Pozycja na liście | Pozycja na liście | Pozycja na liście | Pozycja na liście | Pozycja na liście | Pozycja na liście |
| Rok                            | Tytuł                                                                                                  | DEU               | HOL               | FIN               | FRA               | AUT               | CHE               | SWE               | ITA               | ESP               | GRE               | BEL               | JPN               |
| ------------------------------ | --- | ----------------- | ----------------- | ----------------- | ----------------- | ----------------- | ----------------- | ----------------- | ----------------- | ----------------- | ----------------- | ----------------- | ----------------- |
| 1997                           | Legendary Tales - Data: 27 października 1997 - Wydawca: Limb Music Products                            | –                 | –                 | –                 | –                 | –                 | –                 | –                 | –                 | –                 | –                 | –                 | 52                |
| 1998                           | Symphony of Enchanted Lands - Data: 5 października 1998 - Wydawca: Limb Music Products                 | 54                | –                 | –                 | –                 | –                 | –                 | –                 | –                 | –                 | –                 | –                 | 24                |
| 2000                           | Dawn of Victory - Data: 28 listopada 2000 - Wydawca: Limb Music Products                               | 32                | –                 | 39                | 56                | –                 | –                 | 54                | –                 | –                 | –                 | –                 | 24                |
| 2002                           | Power of the Dragonflame - Data: 23 kwietnia 2002 - Wydawca: Limb Music Products                       | 30                | –                 | 31                | 34                | –                 | –                 | 29                | 15                | –                 | –                 | –                 | 42                |
| 2004                           | Symphony of Enchanted Lands II: The Dark Secret - Data: 27 września 2004 - Wydawca: Magic Circle Music | 33                | 70                | –                 | 27                | –                 | 62                | –                 | –                 | –                 | –                 | –                 | 40                |
| 2006                           | Triumph or Agony - Data: 25 września 2006 - Wydawca: Magic Circle Music                                | 64                | –                 | –                 | 59                | –                 | 74                | –                 | 18                | –                 | –                 | –                 | 40                |
| 2010                           | The Frozen Tears of Angels - Data: 30 kwietnia 2010 - Wydawca: Nuclear Blast                           | 33                | –                 | 35                | 51                | 58                | 39                | 53                | –                 | 81                | 11                | 96                | 41                |
| 2011                           | From Chaos to Eternity - Data: 17 czerwca 2011 - Wydawca: Nuclear Blast                                | 56                | –                 | –                 | 81                | –                 | 48                | –                 | –                 | –                 | –                 | 100               | 36                |
| 2013                           | Dark Wings of Steel - Data: 22 listopada 2013 - Wydawca: AFM Records                                   | –                 | –                 | –                 | –                 | –                 | –                 | –                 | –                 | –                 | –                 | –                 | –                 |
| 2016                           | Into the Legend - Data: 15 stycznia 2016 - Wydawca: AFM Records                                        | 47                | –                 | –                 | 157               | –                 | 34                | –                 | 76                | –                 | –                 | –                 | 78                |
| 2019                           | The Eighth Mountain - Data: 22 lutego 2019 - Wydawca: AFM Records                                      | 22                | –                 | –                 | 185               | –                 | –                 | –                 | 88                | –                 | –                 | 148               | –                 |
| „–” pozycja nie była notowana. | |                   |                   |                   |                   |                   |                   |                   |                   |                   |                   |                   |                   |

### Albumy koncertowe
| 2006                           | Live In Canada – The Dark Secret - Data: 23 stycznia 2006 - Wydawca: Magic Circle Music   | 128 | 99 |
| 2007                           | Visions From The Enchanted Lands (DVD) - Data: 6 lipca 2007 - Wydawca: Magic Circle Music | –   | –  |
| „–” pozycja nie była notowana. |                                                                                           |     |    |

### Minialbumy
| 2001                           | Rain of a Thousand Flames - Data: 13 października 2001 - Wydawca: Limb Music Products | 117 | 49  |
| 2004                           | The Dark Secret - Data: 29 czerwca 2004 - Wydawca: Magic Circle Music                 | –   | 73  |
| 2010                           | The Cold Embrace of Fear - Data: 15 września 2010 - Wydawca: Nuclear Blast            | 105 | 200 |
| 2021                           | I’ll Be Your Hero - Data: 4 czerwca 2021 - Wydawca: AFM Records                       | –   | –   |
| „–” pozycja nie była notowana. |                                                                                       |     |     |

### Inne
| Rok  | Tytuł                                                                                     |
| ---- | ----------------------------------------------------------------------------------------- |
| 1994 | Land Of Immortals (demo, jako Thundercross) - Data: 1994 - Wydawca: brak (wydanie własne) |
| 1995 | Eternal Glory (demo) - Data: 1995 - Wydawca: LMP                                          |
| 1998 | Emerald Sword (SP) - Data: 9 września 1998 - Wydawca: Limb Music Products                 |
| 2000 | Holy Thunderforce (SP) - Data: 20 września 2000 - Wydawca: Magic Circle Music             |
| 2005 | The Magic of the Wizard’s Dream (SP) - Data: 29 marca 2005 - Wydawca: Steamhammer Records |